# سيليكس جاليليو فالكو
سيليكس جاليليو فالكو (بالإنجليزية: Selex ES Falco)‏ (ترجمة حرفية: الصقر)، هي طائرة تكتيكية بدون طيار أنتجت في إيطاليا. المصممة والمنتجة من قبل سيليكس جاليليو. كان أول طيران لها في 2003. دخلت الخدمة في 2009، صنع منها 50 طائرة.